# Релаксация
Релакса́ция, миорелакса́ция (от лат. relaxatio «ослабление, расслабление») — снижение тонуса скелетной мускулатуры. Релаксация может быть достигнута в результате применения специальных психофизиологических техник, физиотерапии и лекарственных препаратов. Считается, что релаксация способствует снятию психического напряжения, из-за чего она широко применяется в психотерапии, при гипнозе и самогипнозе, в йоге и во многих других оздоровительных системах. Релаксация, наряду с медитацией, приобрела большую популярность как средство борьбы со стрессом и психосоматическими заболеваниями.
Релаксация особенно эффективна для людей с повышенным мышечным тонусом. Доказано, что повышенный мышечный тонус ведёт к развитию заболеваний. Для людей с пониженным мышечным тонусом эффект релаксации будет меньше. Резкое или прогрессирующее снижение или повышение мышечного тонуса может быть результатом болезни.

## Релаксация в психотерапии
Польза от систематических сеансов релаксации признана в современной психотерапии. В основе теории о положительном влиянии релаксации на психику лежит утверждение о взаимосвязи разума и тела. Известно, что у человека в состоянии стресса тонус мышц повышается. Предполагается, что существует и обратная связь: при снижении тонуса мышц снижается и психическое напряжение. В таком случае уменьшения психического напряжения можно добиться глубоким расслаблением мышц.
Важнейшим понятием при занятиях релаксацией с психотерапевтическими целями является генерализация, то есть распространение и закрепление эффекта релаксации. Несистематические и поверхностные занятия релаксацией дают временный, неполный эффект. Только регулярные занятия с соблюдением методики приводят к стойкой генерализации эффекта и долгосрочному положительному влиянию релаксации.

## Психофизиологические техники релаксации
Под психофизиологическими техниками релаксации понимаются методы расслабления мышц посредством разума и упражнений. Для применения данных техник важны удобные условия: отсутствие яркого света, комфортная температура, нестесняющая одежда, отсутствие мешающих шумов и других раздражителей. Нежелательно заниматься релаксацией на полный желудок, так как процесс пищеварения мешает расслаблению.

### Прогрессивная мышечная релаксация
Эта эффективная релаксационная техника была разработана американским учёным и врачом Эдмундом Якобсоном в 1920-х годах. Методика основана на простом физиологическом факте: после периода сильного напряжения любая мышца автоматически глубоко расслабляется. Следовательно, чтобы добиться глубокой релаксации всех скелетных мышц, нужно одновременно или последовательно сильно напрягать все эти мышцы. Доктор Джэкобсон и его последователи рекомендуют максимально напрягать каждую мышцу в течение 5—10 секунд, а затем в течение 15—20 секунд концентрироваться на возникшем в ней чувстве расслабления. Важно сначала научиться распознавать чувство напряжения и затем отличать от него чувство расслабления.
Джекобсон изначально разработал около 200 специальных упражнений для напряжения всех скелетных мышц организма, включая самые мелкие. Но в современной психотерапии считается достаточным последовательно упражнять таким образом 16 групп мышц:
1. Доминантная кисть и предплечье (максимально сильно сожмите кулак и согните кисть в любом направлении).
2. Доминантное плечо (согните руку в локте и сильно надавите локтем себе в корпус или на ближайшую поверхность — кровать, подлокотник, и т. п.).
3. Недоминантная кисть и предплечье.
4. Недоминантное плечо.
5. Мышцы верхней трети лица (поднимите брови как можно выше и широко откройте рот).
6. Мышцы средней трети лица (сильно зажмурьтесь, нахмурьтесь и наморщите нос).
7. Мышцы нижней трети лица (сильно сожмите челюсти и отведите уголки рта назад, к ушам)
8. Мышцы шеи (притяните плечевые суставы высоко к ушам и в таком положении наклоняйте подбородок к груди)
9. Мышцы груди и диафрагма (сделайте глубокий вдох, задержите дыхание, сведите локти перед собой и сожмите их)
10. Мышцы спины и живота (напрягите мышцы брюшного пресса, сведите лопатки и выгните спину)
11. Доминантное бедро (напрягите передние и задние мышцы бедра, держа колено в напряжённом полусогнутом положении)
12. Доминантная голень (максимально потяните на себя ступню и разогните пальцы ступни)
13. Доминантная ступня (вытяните голеностопный сустав и сожмите пальцы ступни)
14. Недоминантное бедро
15. Недоминантная голень
16. Недоминантная ступня

Под словом «доминантная» имеется в виду правая для правшей и левая для левшей.
Разумеется, существуют и более подробные методики прогрессивной релаксации (на 30, 40 групп мышц, и более) для желающих достичь в релаксации высокой степени мастерства.
Первые два месяца доктор Джекобсон рекомендовал заниматься ежедневно, затем плавно снижать периодичность до 2 раз в неделю. В первый месяц рекомендовалось заниматься 2 раза в день по 20—30 минут. Во второй месяц 1 раз в день по 20 минут. Затем по 10—15 минут.
При достижении определённого уровня мастерства Джекобсон рекомендовал учиться вызывать расслабление просто представляя себе чувство расслабления в определённой мышце, без её напряжения.

### Абдоминальное дыхание
Данный метод считается одним из самых простых. Его также называют «диафрагмальное дыхание». Метод предусматривает 1-3 подхода (с перерывами) по 10 дыхательных циклов (вдохов-выдохов), выполняемых следующим образом:
- Медленный вдох через нос. При вдохе следует стараться, чтобы максимально «раздулся» живот, а грудная клетка раздулась не так сильно.
- Задержка дыхания на несколько секунд.
- Медленный выдох, лучше через рот. Выдох должен быть длиннее вдоха. При выдохе из лёгких должен полностью выйти весь воздух, для чего в конце выдоха нужно сделать небольшое усилие.

При глубоком вдохе живот поднимается, оттого что диафрагма — главная дыхательная мышца — опускается очень низко, как бы «раздувая» абдоминальную область. Именно низкое опущение диафрагмы является главным показателем полноты вдоха, то есть полного наполнения лёгких воздухом. А полный выдох при этом обеспечивает полное обновление воздуха в лёгких, чего не происходит при поверхностном дыхании.
Это упражнение способствует хорошему насыщению крови кислородом, при длительной практике способствует выработке правильного повседневного дыхания. Техника также помогает при эмфиземе лёгких.
Метод можно совместить с самовнушением, произнося при каждом выдохе ключевое слово, например: «релаксация», «спокойствие», «безмятежность», и т. п.

### Самогипноз (самовнушение)
При самогипнозе релаксация может быть достигнута путём многократного повторения суггестивной фразы, например: «Кисть моей левой руки полностью расслаблена». Подобные суггестивные фразы составляются и повторяются последовательно для всех частей тела. Самогипноз лучше выполнять с закрытыми глазами. Для достижения глубокого расслабления обычно требуется продолжительная практика. Одним из пионеров в этой области был Эмиль Куэ.

## Лекарственная релаксация
Релаксация может быть достигнута путём применения особых лекарств — миорелаксантов. Лекарственная релаксация применяется перед хирургическими операциями, при болезнях и травмах. Миорелаксация также является побочным эффектом некоторых других групп препаратов.

## Физиотерапия
Релаксации мышц способствуют тёплые ванны и плавный массаж.